# Sherril Lynn Rettino
Sherril Lynn Rettino (* 13. Januar 1956 in Los Angeles, Kalifornien als Sherril Lynn Katzman; † 3. Juli 1995 ebenda) war eine US-amerikanische Schauspielerin.
Sie spielte von 1979 bis 1991 die Rolle der Jackie Dugan, Pamela Ewings Kollegin bei „The Store“ und später Cliff Barnes’ Sekretärin, in der US-Serie Dallas.
Sherril Lynn Rettino war die Tochter des Dallas-Produzenten Leonard Katzman.
Sie starb 1995 im Alter von 39 Jahren an Lupus erythematodes.

## Filmografie (Auswahl)
- 1979: Butch & Sundance – Die frühen Jahre (Butch and Sundance: The Early Days)